# Победен гръм да се раздава (повест)
„Победен гръм да се раздава“ (на руски: Гром победы, раздавайся!) е историческо-приключенска повест от руския писател Борис Акунин, написана през 2009 г. Това е втората част от третата книга за приключенията на руския и немски шпиони по време на Първата световна война. Книгата описва военни приключенията на Алексей Романов през пролетта на 1916 г. в Галиция.

## Сюжет
Внимание:  Текстът по-долу разкрива сюжета на произведението (или части от него)!
... 1 април 1916 г. Върховното главно командване на руската армия провежда тайна среща. След тежки загуби през 1915 г., почти всички главни командири се страхуват да предприемат действия. Но изненадващо изказване прави Главнокомандващият на Югозападния фронт (Главюгзап). Обръщайки се към императора, той настойчиво иска разрешение офанзива. Югозападният фронт не разполага с голям брой войски и артилерия, няма никакви резерви за подкрепа, но генералът уверено заявява, че е готов да атакува австрийската армия. След известно колебание, Николай II издава заповед – „Атака!“
Планът на Главнокомандващия е планиран на изненадата. Общо 25 части от линията на фронта ще започнат подготовка за настъпление. Но това ще се направи само с цел да обърка врага. Само част №12 ще бъде истинско място за пробива в австрийската армия. Главнокомандващият извиква княз Козловски и му нарежда да започне кампания за глобална дезинформация на врага. Австрийците са в никакъв случай не трябва да се досетят, къде руската армия ще атакува.
Алексей Романов, вече опитен и съобразителен служител от контраразузнаването, работещ от няколко месеца на Югозападния фронт, отива в съдбовната част №12. Той трябва да се въведе в заблуждение австрийските шпиони, като им предостави информация за офанзивата, която не е вярна. Въпреки това, австрийското разузнаване не спи и е много активно. Голяма помощ на австрийците указват украинските националисти, борещи се за бъдещата независимост на Украйна. В борбата срещу австрийското разузнаване, пълна с кръв, жестокост и предателство, Романов трябва да унищожи в себе си всички морални бариери, хуманност и отношение. В противен случай, врагът може да спечели ...

## Исторически препратки
- В повестта има прототипи на реални исторически личности.
Началникът на щаба на Върховния главнокомандващ, „Главщаб“ е генерал Михаил Алексеев.
Главнокомандващият на Северния фронт, „Главсев“ – генерал Алексей Куропаткин.
Главнокомандващият на Западния фронт, „Главзап“ – генерал Алексей Евърт.
Ключовата фигура – Главнокомандващият на Югозападния фронт, „Главюгзап“, е генерал Алексей Брусилов, виден руски и съветския военен лидер, автор на прочутия „Брусиловки пробив“.
- Авторът точно забелязва ендемичната „мода“ навремето в Русия, свързана с имената на институции, обществени служби и т.н. – масовото използване на съкращения и акроними.